# Rangers attacco ora X
Rangers attacco ora X è un film del 1970 diretto da Roberto Bianchi Montero.

## Trama
In un campo di concentramento in Germania un gruppo di prigionieri alleati tenta la fuga scavando un cunicolo con la forza delle loro braccia. L'evasione diventa complicata con l'arrivo del maggiore Higginson, fattosi catturare appositamente, con lo scopo di distruggere una base atomica nelle vicinanze del campo.